# Medeltida liv i Skåneland
Medeltida liv i Skåneland är en serie populärhistoriska böcker i fyra delar av Jan Moen och K Arne Blom utgivna av Studentlitteratur 1990-1993 som handlar om Skåne under medeltiden. Serien består av:
- Städer och stadsbor (1990)
- Byar och bönder (1991)
- Stormän och strider (1992)
- Kyrka och kultur (1993)